# Thapsinillas mysticalis
El bulbul de la Buru (Thapsinillas mysticalis) es una especie de ave paseriforme de la familia Pycnonotidae endémica de la isla de Buru, en Indonesia. Anteriormente se consideraba una subespecie del bulbul colidorado.